# Rex Sinquefield
Rex Andrew Sinquefield (Saint Louis, 7 de setembre de 1944) és un empresari, inversor i filantrop nord-americà que ha estat anomenat "pioner del fons índex". És actiu en la política del Missouri, els seus dos principals interessos són disminuir l'impost sobre la renda i augmentar el finançament públic per a les escoles concertades (charter schools).